# Gun Carrier Mark I
Il Gun Carrier Mark I fu il primo semovente di artiglieria mai prodotto nella storia, in servizio nell'esercito inglese durante la prima guerra mondiale.

## Sviluppo
Durante il 1916 divenne chiaro che in caso di rapida avanzata, il vero scopo dei primi carri armati, fra cui il Mark I, l'artiglieria avrebbe avuto grandi difficoltà a seguire le truppe in avanzata. Ogni successiva offensiva sarebbe stata soggetta pericolo di arrestarsi in poco tempo per mancanza di copertura. Per tentare di risolvere questo problema il Maggiore Gregg, un ingegnere che lavorava per la principale fabbrica di produzione di carri armati dell'epoca la Metropolitan, Carriage, Wagon and Finance, propose di costruire una speciale artiglieria meccanizzata, usando parti del Mark I. La produzione di un prototipo fu approvata il 5 giugno 1916; la progettazione cominciò in luglio. Il primo prototipo fu pronto a partecipare ai Tank Trials Day a Oldbury il 3 marzo 1917. Un ordine di 15 veicoli fu fatto alla Kitson & Co. di Leeds. Le consegne all'esercito cominciarono in giugno e terminarono nel luglio 1917.

## Descrizione
Il veicolo aveva solo una vaga somiglianza con il Mark I. I cingoli non erano alti ma bassi, quasi piatti. Sul retro una sovrastruttura rettangolare copriva il motore Daimler da 105 cv insieme alla trasmissione del Mark I, quest'ultima in posizione invertita. L'equipaggio era formato dal Comandante del carro, un meccanico e due addetti alla sterzatura e al cambio di velocità. La doppia ruota, tipica del Mark I, destinata ad aiutare la sterzatura e attaccata alla parte posteriore del veicolo, fu mantenuta. La parte anteriore era aperta con la possibilità di montare un obice BL 6 inch 26 cwt oppure Ordnance BL 60 lb.
Durante il trasporto del mezzo dovevano essere rimosse solamente le due ruote posteriori che venivano agganciate sui fianchi fino a quando servivano nuovamente. Teoricamente, il cannone da campo poteva far fuoco direttamente dal veicolo; in realtà solamente l'obice aveva questa possibilità. 
In alternativa i cannoni potevano essere depositati a terra attraverso uno scivolo anteriore e dei paranchi azionati dal motore del carro. Su entrambi i lati della parte anteriore della carrozzeria c'erano due cabine blindate, quella a sinistra per il conducente e quella a destra per il meccanico/frenatore. Rispetto al prototipo esse erano state spostate in avanti per migliorare la visibilità ma ciò rese più problematica la comunicazione tra i membri dell'equipaggio i quali dovevano collaborate tutti e quattro, come sul the Mark I, per sterzare il mezzo.

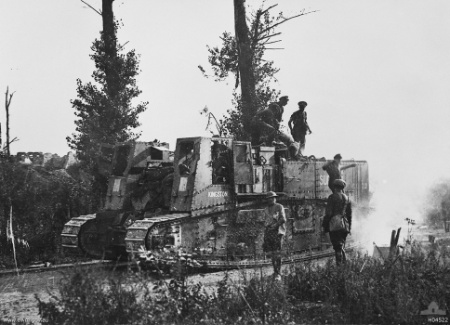
Soldati inglesi riforniscono un Gun Carrier Mark 1

## Storia operativa
Nel luglio 1917 furono formate due compagnie di Gun Carrier con 24 veicoli ciascuna.

## Varianti
Alcuni Gun Carrier furono trasformati in carri da trasporto e portamunizioni.